# Dark Skies
Pour l’article homonyme, voir Dark Skies : L'Impossible Vérité.
Pour plus de détails, voir Fiche technique et Distribution.
Dark Skies ou Ciel obscur au Québec est un thriller de science-fiction américain écrit et réalisé par Scott Charles Stewart, sorti en 2013.

## Synopsis
Une famille habite en banlieue, dans une jolie maison paisible des plus confortables. Daniel et Lacey Barret sont témoins d’une série d’événements assez étranges et très dérangeants et deviennent la cible d’une force terrifiante et meurtrière. Ils se rendent compte que Jesse, leur enfant de six ans a été marqué par des extraterrestres pour un futur enlèvement. Ils décident de se charger eux-mêmes de résoudre le mystère pour sauver leur famille en danger.
Un jour, Jesse s'évanouit et éprouve une hallucination dans laquelle son père se suicide aux côtés du corps ensanglanté de sa mère. En voyant son frère Sammy, Jesse le poursuit avant de se réveiller dans le couloir à l'étage de sa maison. Les Gris apparaissent devant lui, et Sammy disparaît avec eux dans un éclair de lumière, devant la famille, impuissante. Trois mois plus tard, Lacy et Daniel sont suspects dans l'affaire de disparition de Jesse et ont emménagé dans un appartement. Le spécialiste des extraterrestres Pollard découpe un article de journal sur la disparition de Jesse et accroche sa photo à son mur avec d'autres photos d'enfants disparus. Alors que Lacy examine de vieilles choses, elle trouve des dessins que Jesse a dessinés lorsqu'il était enfant et qui montrent les Gris qui l'entourent. Elle se rend compte tardivement que c'est Jesse, et non Sammy, qui a suscité l'intérêt des Gris pour la première fois, et que c'est lui qui avait été choisi. Un talkie-walkie grésille à ce moment et Lacy et Daniel entendent tous deux la faible voix de Jesse appelant Sammy.

## Fiche technique
- Titre original : Dark Skies
- Titre québécois : Ciel obscur

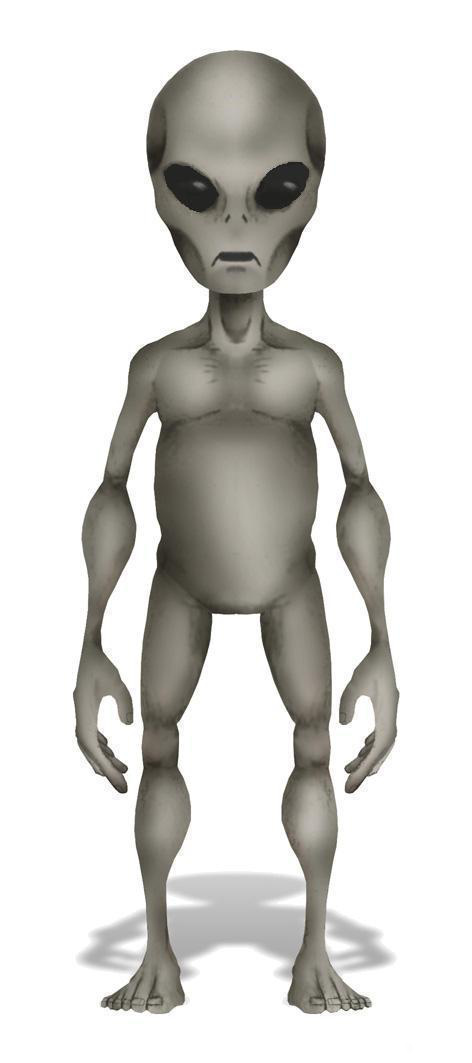
Représentation d'un "Gris".

- Réalisation : Scott Charles Stewart
- Scénario : Scott Charles Stewart
- Direction artistique : David Dean Ebert et Philip Salick
- Décors : Jeff Higinbotham
- Costumes : Kelle Kutsugeras
- Photographie : David Boyd
- Montage : Peter Gvozdas
- Musique : Joseph Bishara
- Production : Jason Blum
- Sociétés de production : Entertainment One[1] et Blumhouse Productions
- Sociétés de distribution : Dimension Films (États-Unis), Wild Bunch Distribution (France)
- Pays d’origine : États-Unis, Canada
- Langue originale : anglais
- Format : couleur - 35 mm - 2.35 : 1 - Dolby numérique
- Genres : science-fiction, thriller
- Durée : 97 minutes
- Dates de sortie : 
  - États-Unis : 21 février 2013 (avant-première)
  - Canada, États-Unis : 22 février 2013
  - Belgique, France : 26 juin 2013[2]
- Classification :
  - États-Unis : PG-13 (Interdit aux moins de 13 ans)
  - France : Interdit aux moins de 12 ans

## Distribution

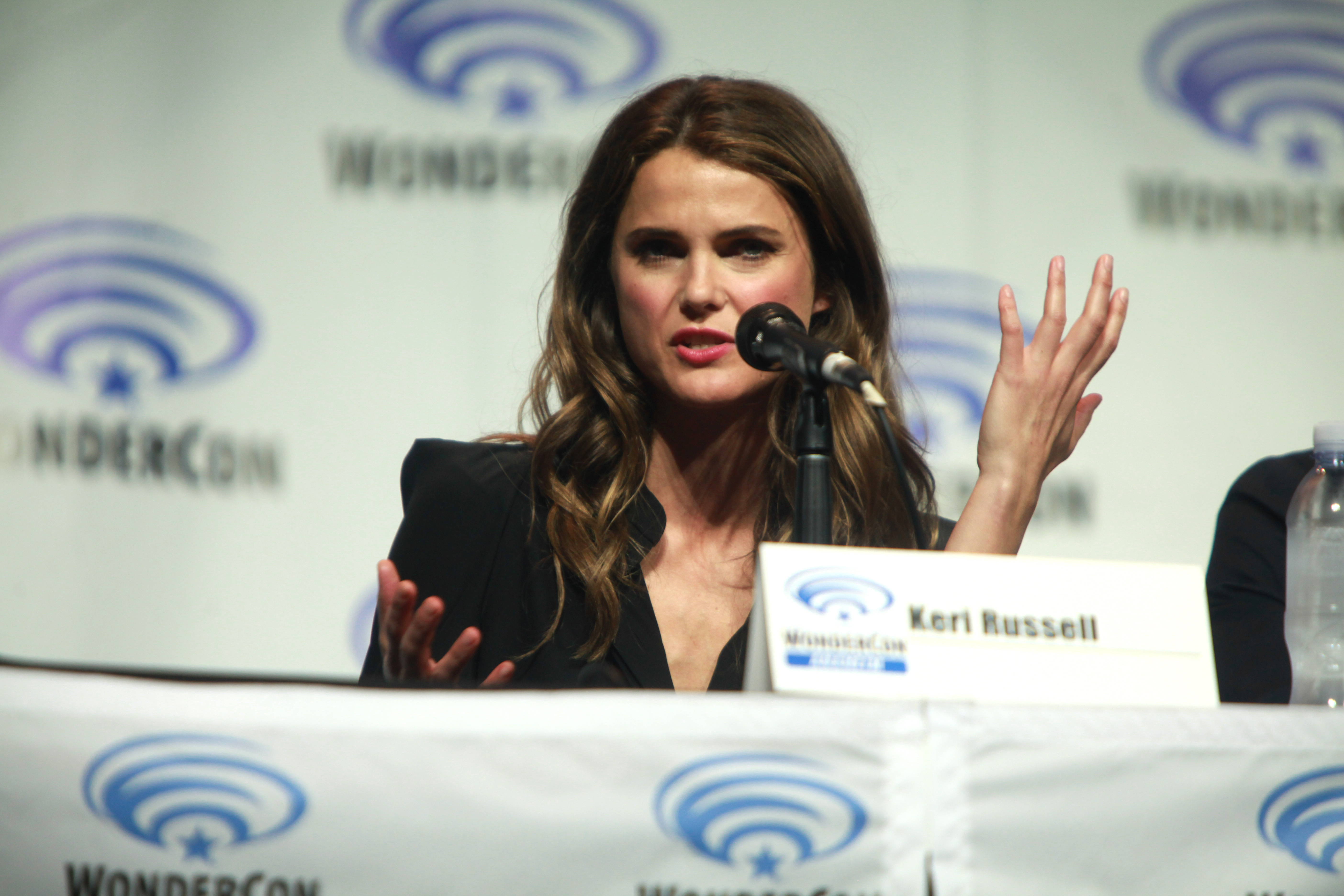
L'actrice principale Keri Russell en avril 2014.

- Keri Russell (V. F. : Barbara Kelsch et V. Q. : Mélanie Laberge) : Lacey Barrett
- Josh Hamilton (V. F. : Damien Boisseau et V. Q. : Patrice Dubois) : Daniel Barrett
- Dakota Goyo (V. F. : Gabriel Bismuth-Bienaimé et V. Q. : Nicolas DePassillé-Scott) : Jesse
- Kadan Rockett (V. F. : Léonard Mahé et V. Q. : Matis Ross) : Sam Barrett
- J. K. Simmons (V. F. : Jean Barney et V. Q. : Pierre Chagnon) : Edwin Pollard
- L.J. Benet (V. F. : Abraham Rist) : Kevin Ratner
- Josh Stamberg (V. F. : Serge Faliu) : l'officier de police
- Rich Hutchman (V. F. : Jean-Marc Charrier) : Mike Jessop
- Myndy Crist : Karen Jessop
- Annie Thurman : Shelly Jessop
- Jack Washburn : Bobby Jessop
- Ron Ostrow : Richard Klein
- Judith Moreland : Janice Rhodes
- Trevor St. John : Alex Holcombe

 Source et légende : Version française (V. F.) sur AlloDoublage et Version québécoise (V. Q.) sur Doublage Québec

## Production
Les scènes du film ont été filmées en août 2012 à Santa Clarita dans le comté de Los Angeles en Californie.

## Critiques
Le film reçoit un accueil critique mitigé, avec 38 % de critiques positives sur Rotten Tomatoes.

### Critiques positives
- Science et Vie Junior : « […] un thriller efficace, avec une bonne dose de fantastique et de science-fiction. De quoi bondir (un peu) sur son siège et souhaiter que les extraterrestres n'existent vraiment pas… »[7].

## Box Office
- Monde : 26 421 747 $[8]
- États-Unis,  Canada : 17 418 667 $[8]
- France : 154 037 entrées[9]